# 古賀香澄
古賀 香澄（こが かすみ、1987年9月12日 - ）は、日本の元女子バレーボール選手。

## 来歴
福岡県福岡市出身。母の勧めで中学校1年生からバレーボールを始める。福岡大学時代はユニバーシアード代表として、2008年の東アジア地区選手権大会、2009年7月の第25回ユニバーシアードベオグラード大会の代表に選出された。同年12月、全日インカレでブロック賞を獲得する。
2009年11月、上尾メディックスの内定選手となる。2010年1月23日に初出場を果たした。翌年度に正式入団。2011年6月、現役引退し社業専念。

## 人物・エピソード
- 上尾中央総合病院では、人事本部に所属している。
- 内定選手としてプレーしていた2009-2010年度のニックネームは、ジャックだった。

## 球歴
- ユニバーシアード代表 - 2009年

## 所属チーム
- 金武中
- 博多女高（2003-2006年）
- 福岡大（2006-2010年）
- 上尾メディックス（2010-2011年）